# Kinzig-Murg-Rinne

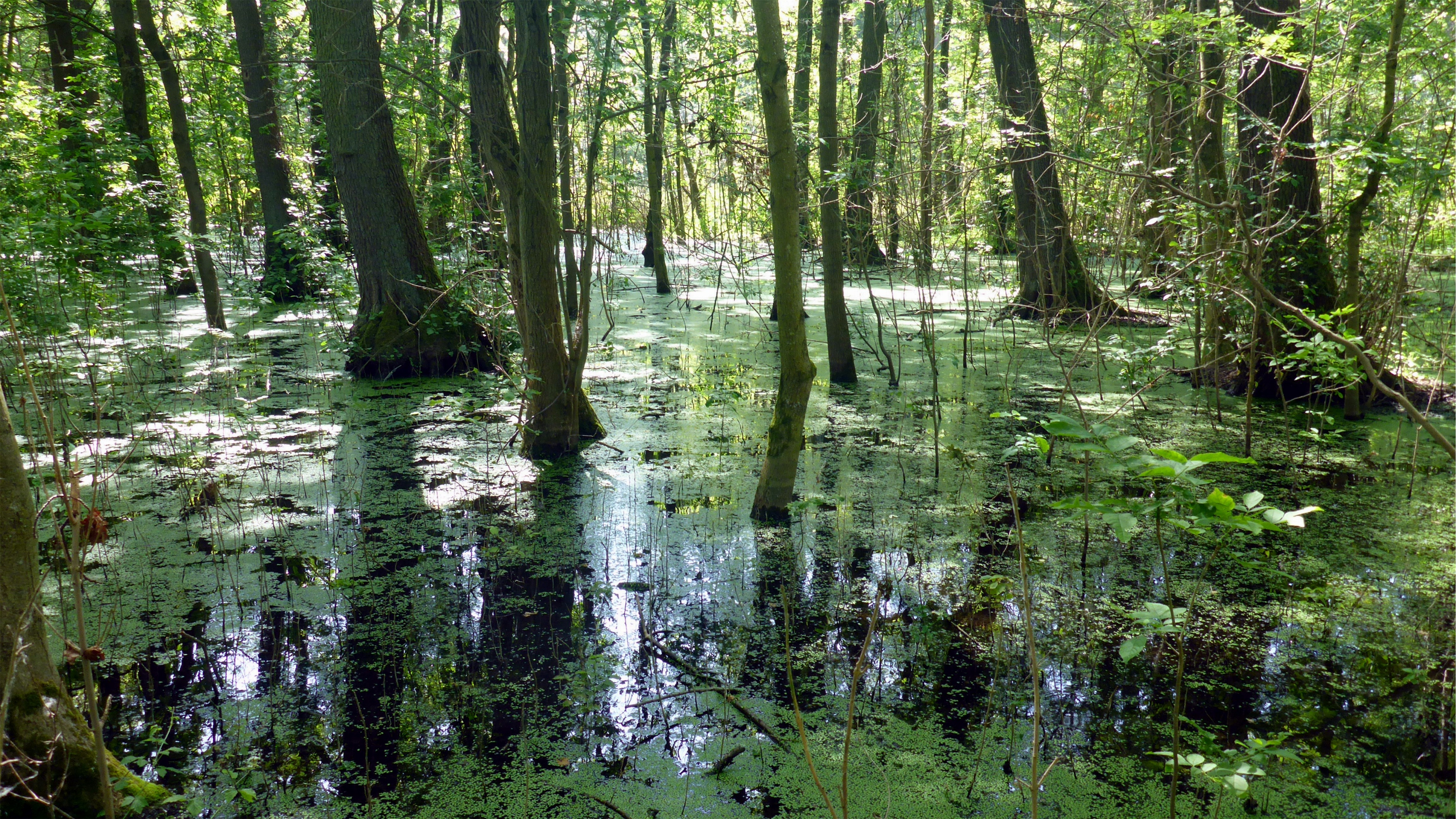
Bruchwald im Naturschutzgebiet Weingartener Moor, eine naturnahe Restfläche der Kinzig-Murg-Rinne

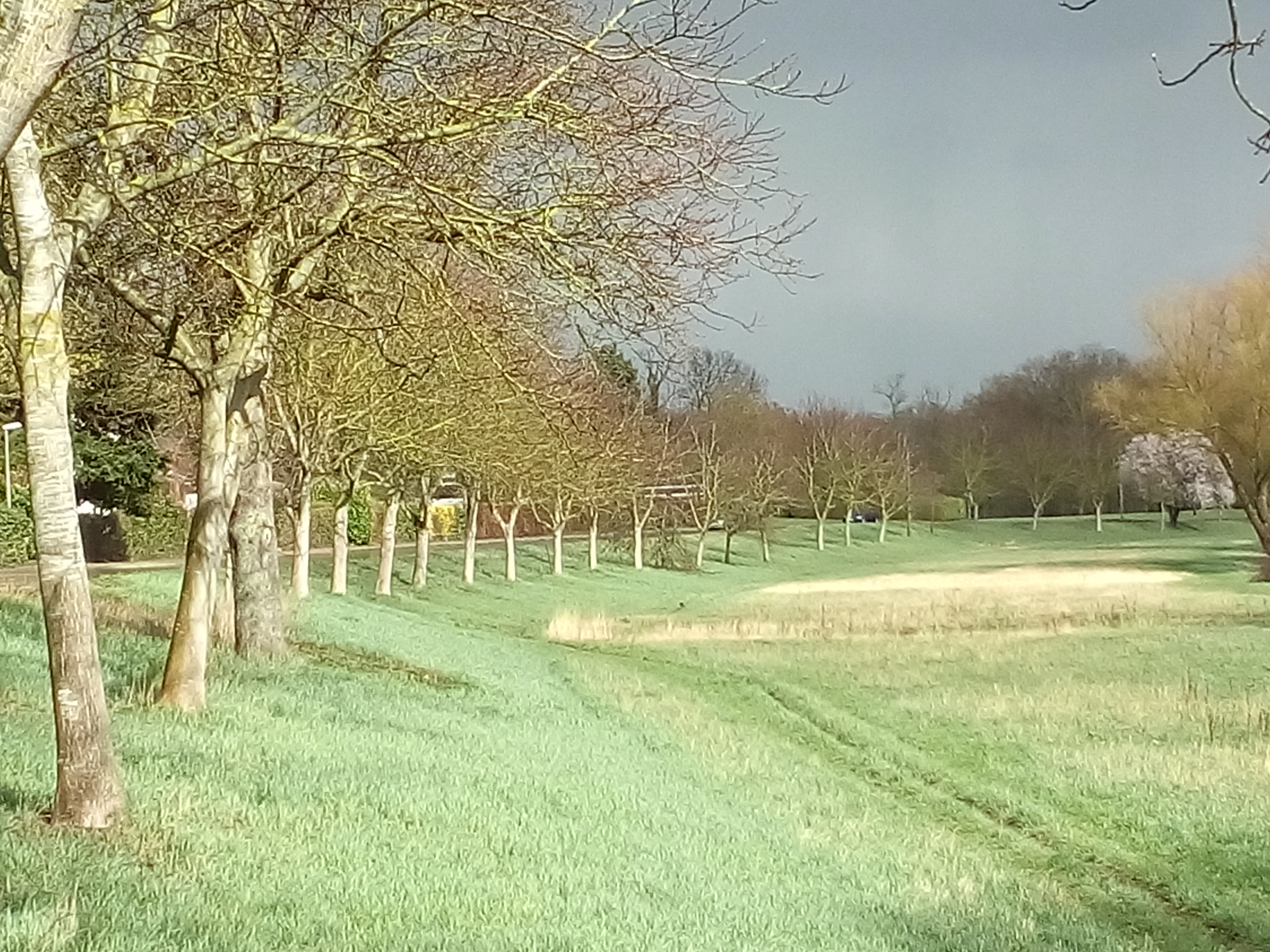
Karlsruhe-Rüppurr, Battstraße: Die Baumreihe markiert den Prallhang eines Mäanderbogens der Kinzig-Murg-Rinne. Die Rinne wird heute vom Seegraben durchflossen und bei Hochwasser als Flutrinne von der Alb zum Oberwald genutzt.

Kinzig-Murg-Rinne ist die Bezeichnung für eine feuchte Senke am Ostrand der Oberrheinebene entlang von Schwarzwald, Kraichgau und Kleinem Odenwald.
Die Senke lässt sich von der Stadt Bühl im Süden bis südlich von Heidelberg nachweisen. Südlich von Bühl ist die Randsenke kaum von der Rheinrinne trennbar. Besonders ausgeprägt ist sie im Bereich von Karlsruhe; weiter nördlich folgt sie dem Rand des Kraichgaus bis zum Neckarschwemmkegel. Nördlich von Heidelberg sind ähnliche Senken nachweisbar, die früher von Neckararmen durchflossen wurden.
Die Bezeichnung Kinzig-Murg-Rinne geht auf den Geologen Hans Thürach zurück, der 1912 von einem Kinzig-Murg-Fluss sprach. Dieser Fluss habe nach dem Ende der Würmeiszeit bei Lahr begonnen, die Schwarzwald-Flüsse Schutter, Kinzig und Murg aufgenommen und sei bei Hockenheim in den Rhein gemündet. Johann Gottfried Tulla führte 1822 die Senke auf einen als Deutschen Rhein, Ostrhein oder Bergrhein bezeichneten Fluss zurück, der südlich vom Kaiserstuhl vom Hauptstrom abzweigte, die Zuflüsse aus den Randgebirgen aufnahm und sich oberhalb von Mainz wieder mit dem Rhein vereinigte.
Nach neueren Veröffentlichungen war die Randsenke nach der Würmeiszeit, wenn überhaupt, dann nur für kurze Zeit das Bett eines durchgängig verlaufenden Flusses. Dies betrifft insbesondere den Abschnitt zwischen Karlsruhe-Grötzingen und Heidelberg, in dem Sedimente aus dem Schwarzwald nicht nachweisbar sind und Altersdatierungen von Mooren belegen, dass Verlandungsprozesse bereits späteiszeitlich einsetzten. Die Bezeichnung Kinzig-Murg-Rinne wird deshalb zum Teil verworfen, stattdessen wird das Gebiet als Talrandrinnensystem, Randsenke, Randniederung oder Randrinne bezeichnet. Die Entstehung der Randsenke wird zum Teil auf tektonische Ursachen zurückgeführt: Der Oberrheingraben entstand als Grabenbruch, wobei seine östlichen Teile am tiefsten einsanken. Es wird angenommen, dass sich diese Senkungen noch bis in die Gegenwart fortsetzen.
In historischer Zeit wurde das Sumpfgebiet, das sich in der Randsenke gebildet hatte, nach und nach trockengelegt. Noch heute finden sich aber entlang der Kinzig-Murg-Rinne einige Feuchtgebiete von hohem ökologischem Wert, wie beispielsweise das Weingartener Moor oder das Federbachbruch zwischen Muggensturm und Malsch. Zudem kommen Erlenbruchwälder vor.
Die Randsenke war auch für die Anlage von Siedlungen bedeutsam. Siedlungen wurden insbesondere auf den Schwemmkegeln der Bäche aus den Randgebirgen oder auf sogenannten Hursten, linearen Kiesrücken innerhalb der Senke, angelegt. So entstand der Ort Rüppurr, heute ein Stadtteil von Karlsruhe, vor rund 900 Jahren auf noch erkennbaren Kiesablagerungen der Kinzig-Murg-Rinne. Inzwischen ist im Ortsbild das historische Gewässer nicht mehr erkennbar. Jedoch bilden sich bei Überflutungen der Alb auf den umliegenden Feldern wieder ausgedehnte Seen und Wasserläufe, die die Rinne erkennen lassen.